# پریبیسلاویتسه (ناحیه برنو-تسوونتری)
پریبیسلاویتسه (به چکی: Přibyslavice) یک منطقهٔ مسکونی در جمهوری چک است که در ناحیه برنو-تسوونتری واقع شده‌است. پریبیسلاویتسه ۸٫۵۲ کیلومتر مربع مساحت و ۴۵۴ نفر جمعیت دارد و ۴۹۷ متر بالاتر از سطح دریا واقع شده‌است.